# Oxalis xiphophylla
Oxalis xiphophylla är en harsyreväxtart som beskrevs av John Gilbert Baker. Oxalis xiphophylla ingår i släktet oxalisar, och familjen harsyreväxter. Inga underarter finns listade i Catalogue of Life.